# Let's Get Serious
Let's Get Serious è il sesto album da solista del cantautore statunitense Jermaine Jackson, pubblicato dall'etichetta discografica Motown il 17 marzo 1980.

## Antefatti
Dopo essersi diviso dai suoi fratelli, i The Jacksons, Jackson aveva inciso 3 album da solista che non avevano riscosso molto successo. Avendo bisogno di rilanciare la sua carriera decise di chiedere aiuto all'amico di famiglia Stevie Wonder, che era sotto contratto con la stessa etichetta, e lui scrisse e produsse 3 brani, inclusa la title track e primo singolo Let's Get Serious. Jackson si occupò maggiormente della realizzazione degli altri brani. Questa formula funzionò e il cantante finalmente scalò rapidamente le classifiche.
Le canzoni di questo disco entrarono a far parte anche della scaletta di una campagna tramite televisione, radio e stampa per il ventesimo anniversario della Motown.

## Accoglienza
Il critico di AllMusic John Lowe dichiarò che "Il migliore dei suoi album Motown contiene i grandi brani e la grande produzione di Stevie Wonder. Per una volta Jermaine sembra ispirato e questa sensazione è presente lungo tutto il disco. Uno dei punti più alti nella sua carriera e l'impegno ne è valso la pena."

## Tracce
1. Let's Get Serious – 8:05 (Lee Garrett, Stevie Wonder)
2. Where Are You Now – 3:49 (Renee Hardaway, Stevie Wonder)
3. You Got to Hurry Girl – 4:15 (Jermaine Jackson, Maureen Bailey, Paul M. Jackson, Jr.)
4. We Can Put It Back Together – 5:08 (Hazel G. Jackson, Jermaine Jackson, Maureen Bailey)
5. Burnin' Hot – 7:50 (Jermaine Jackson, Jim Foelber, Phyllis Molinary)
6. You're Supposed to Keep Your Love for Me – 5:34 (Stevie Wonder)
7. Feelin' Free – 7:59 (Hazel G. Jackson, Jermaine Jackson, Maureen Bailey)

## Personale
- Jermaine Jackson – lead vocals, backing vocals, finger snaps (1, 2, 6), keyboards (3, 4, 5, 7), bass guitar (3, 4, 5, 7), percussion (3, 4, 5, 7); horn, rhythm and string arrangements (3, 4, 5, 7)
- Stevie Wonder – Fender Rhodes (1, 2, 6), acoustic piano (1, 2, 6), synthesizers (1, 2, 7), celesta (1, 2, 6), guitar (1, 2, 6), drums (1, 2, 6), finger snaps (1, 2, 6), arrangements (1, 2, 6), backing vocals (1, 2, 6)
- Isaiah Sanders – clavinet (1, 2, 6)
- Kevin Bassinson – keyboards (3, 4, 5, 7)
- Greg Phillinganes – keyboards (3, 4, 5, 7)
- Joe Sample – keyboards (3, 4, 5, 7)
- Gary S. Scott – synth bass (3, 4, 5, 7)
- Ben Bridges – guitar (1, 2, 6)
- Rick Zunigar – guitar (1, 2, 6)
- Paul Jackson, Jr. – guitar (3, 4, 5, 7), percussion (3, 4, 5, 7), rhythm arrangements (3)
- Tim May – guitar (3, 4, 5, 7)
- Nathan Watts – bass guitar (1, 2, 6), handclaps (1, 2, 6)
- Scott Edwards – bass guitar (3, 4, 5, 7)
- Eddie Watkins, Jr.  – bass guitar (3, 4, 5, 7)
- Dennis Davis – drums (1, 2, 6)
- Ollie E. Brown – drums (3, 4, 5, 7)
- Ed Greene – drums (3, 4, 5, 7)
- Earl DeRouen – congas (1, 2, 6), handclaps (1, 2, 6)
- Keith Harris – handclaps (1, 2, 6)
- Dick Rudolph – handclaps (1, 2, 6)
- Abdoulaye Soumare – handclaps (1, 2, 6)
- Reggie Wiggins – handclaps (1, 2, 6)
- Gary Coleman – percussion (3, 4, 5, 7)
- Gene Estes – percussion (3, 4, 5, 7)
- Emil Richards – percussion (3, 4, 5, 7)
- Larry Gittens – trumpet (1, 2, 6)
- Don Peake – horn arrangements (3, 4, 5, 7), string arrangements (3, 4, 5, 7), rhythm arrangements (4, 5, 7)
- Alexandra Brown – backing vocals (1, 2, 6)
- Marva Holcolm – backing vocals (1, 2, 6)
- Angela Winbush – backing vocals (1, 2, 6)
- T.K. Carter – backing vocals (3, 4, 5)
- Carolyn Cook – backing vocals (3, 4, 5)
- Suzee Ikeda – backing vocals (3, 4, 5)
- Hazel G. Jackson – backing vocals (3, 5)
- Tina Madison – backing vocals (3, 4)
- Danny Smith – backing vocals (3, 4, 5)

## Produzione
- Producers – Stevie Wonder (Tracks 1, 2 & 6); Jermaine Jackson (Tracks 3, 4, 5 & 7).
- Executive Producers – Berry Gordy, Jr., Hazel G. Jackson
- Engineers – Jane Clark, Bob Harlan, Cal Harris, Frank Kramer, Steve Miller, John Mills, Gary Olazabal, Ginny Pallante, Bob Robitaille, Abdoulaye Soumare and Russ Terrana.
- Album Coordinator – Suzee Ikeda
- Art Direction – John Cabalka
- Design – Ginny Livingston
- Photography – Claude Mougin

## Classifiche

### Settimanali
| Classifica (1980)                     | Posizione massima |
| ------------------------------------- | ----------------- |
| Album (Australia) (Kent Music Report) | 78                |

### Fine anno
| Classifica (1980)                                | Posizione |
| ------------------------------------------------ | --------- |
| Billboard (Stati Uniti)                          | 42        |
| Top R&B/Hip-Hop Albums (Billboard) (Stati Uniti) | 5         |